# Geomatika
Geomatika je podle normy ISO 19122 definována jako vědecký a technický interdisciplinární obor zabývající se sběrem, distribucí, ukládáním, analýzou, zpracováním a prezentací geografických dat nebo geografických informací.

## Vývoj oboru
Na počátku tohoto oboru se nejprve objevuje termín „géomatique“ jehož původcem je Francouz Jean Denegre (kolem roku 1965). Tento termín pak propagoval v prostředí Mezinárodní fotogrammetrické společnosti (ISPRS) Francouz B. Dubuisson (1969). Z Francie se zakrátko dostal tento termín do francouzsky mluvící části Kanady (provincie Québec) a také v Kanadě bylo záhy vytvořeno anglické synonymum „geomatics“, které se rychle rozšířilo do Spojených států amerických a odtud do Austrálie, Oceánie, Velké Británie a Irska. Ve španělské verzi „geomática“ se rozšířil tento termín do Střední a Jižní Ameriky.
Geomatika v současném českém pojetí je širším integrovaným vědním oborem převážně zaměřeným na sběr základních geografických dat různými způsoby měření, jejich prvotní zpracování a distribuci. Samotný termín se však, s výjimkou studijního programu Geomatika na Západočeské univerzitě v Plzni, v České republice příliš nerozšířil, neboť terminologii v oblasti střední a východní Evropy ovlivnil vývoj v německy mluvících zemích. Prof. G. Konecny (TU Hannover) uvádí v anglicky psané učebnici Geoinformation (2002), že integrovaný obor, založený zejména na globálním určování polohy (GPS), dálkovém průzkumu Země a digitální fotogrammetrii pro sběr geodat a na technologii GIS pro manipulaci s těmito daty a jejich výstup, se nazývá německy „Geoinformation“ nebo „Geo- Information“. Z německy mluvících zemí se termín „geoinformatika“ rozšířil do okolních středo- a východoevropských zemí zatímco ve francouzsky, španělsky a portugalsky mluvících zemích je téměř neznámý a v anglicky mluvících zemích jen velmi zřídka používaný.

## Vzdělávání
V České republice zajišťuje výuku integrovaného oboru geomatika v popsaném pojetí Západočeská univerzita v Plzni na Fakultě aplikovaných věd. Náplní studijního programu Geomatika ve tříletém bakalářském, dvouletém navazujícím magisterském a čtyřletém doktorském studiu je výuka předmětů, které jsou součástí geomatiky (geodézie, kartografie, fotogrammetrie, dálkový průzkum Země, topografické mapování, katastr nemovitostí, geoinformatika a další), a to ve vzájemných souvislostech a s využitím technických prostředků a metod používaných v soudobých informačních a telekomunikačních technologiích.
V říjnu 2013 vznikla katedra geomatiky také na Fakultě stavební ČVUT v Praze, a to sloučením katedry vyšší geodézie a katedry mapování a kartografie. Katedra nabízí výuku v 3letém bakalářském a 2letém navazujícím magisterském studijním programu Geodézie a kartografie.

## Mezinárodní odborné organizace a společnosti
- Mezinárodní společnost pro fotogrammetrii a dálkový průzkum (ISPRS)
- Mezinárodní federace zeměměřičů (FIG)
- Mezinárodní kartografická asociace (ICA)
- EuroGeographics
- EUROGI

## České odborné organizace a společnosti
- Česká asociace pro geoinformace (CAGI)
- Český svaz geodetů a kartografů (ČSGK)
- Kartografická společnost ČR
- Společnost pro fotogrammetrii a dálkový průzkum